# Wolfgang Egger
Wolfgang Egger (ur. 13 lutego 1963 w Oberstdorfie) – niemiecki projektant samochodowy. Od 2017 główny stylista chińskiego koncernu motoryzacyjnego BYD Auto.

## Życiorys
Pochodzący z niemieckiego Oberstdorfu Wolfgang Egger, tuż po ukończeniu szkoły średniej w sąsiednim Sonthofen wyjechał na studia do Włoch. Tam ukończył w 1989 roku International College of Arts and Sciences w Mediolanie, w tym samym roku rozpoczynając pracę w dziale projektowym Alfy Romeo. 4 lata później, w 1993 roku, Egger został szefem stylistów włoskiej firmy, by w 1998 roku przejść do hiszpańskiego SEATa. W 2001 roku niemiecki stylista wrócił do włoskich producentów samochodów, najpierw przechodząc do Lancii i w tym samym roku wracając do Alfy Romeo.
Wolfgang Egger był współodpowiedzialny zaprojekt najważniejszych modeli włoskiej firmy z pierwszej dekady XXI wieku, będąc głównym stylistą Alfy Romeo 147, a także limitowanej 8C Competizione. W 2007 roku Egger został szefem działu projektowego niemieckiego Audi wraz z Lamborghini, odpowiadając przez kolejne 5 lat za wygląd kolejnych zarówno seryjnych, jak i studyjnych modeli tych marek. W 2013 roku Egger przeszedł do włoskiego studia projektowego Italdesign Giugiaro, gdzie stworzył wygląd prototypów jak m.in. GEA z 2015 roku.
Dużym przełomem w karierze Wolfganga Eggera było przejście w 2017 roku do chińskiego koncernu samochodowego BYD Auto. Niemiecki projektant został szefem działu projektowego odpowiadając odtąd za wszystkie kolejne samochody różnych segmentów i serii stylistycznych, poczynając od minivana BYD Song Max. Ponadto, w 2023 roku Egger został stylistą także kolejnych dwóch marek koncernu BYD - Fangchengbao i Yangwang.